# Андрій Ярославич
Андрій Ярославич (1222 — 1264) — третій син великого князя Ярослава Всеволодовича, князь суздальський, у 1250—1252 роках великий князь владимирський.

## Біографія
У 1247 році, після смерті батька, Андрій разом із братом Олександром (Невським) поїхав до Волзької Орди, а звідти в Монголію до великого хана Гуюка, який дав Андрієві ярлик на велике Владимирське князівство.
1250 року Андрій одружився з Устиною — донькою короля Русі Данила Романовича та став його союзником.
У Владимирі Андрій князював недовго. 1251 р. за підтримки військ Батия новим великим ханом став Мунке, 1252 р. Олександр (Невський) з'їздив на Дон до Сартака — сина Батия — зі скаргою на брата Андрія, що той не за старшинством отримав великокняжий престол і не сповна платив ханові данину. Так Олександр отримав ярлик на велике князівство, а проти Андрія були висунуті звинувачення в зраді Орди та скеровано військо під проводом Неврюя. Він зустрів їх під Переяславлем, був розбитий. Спершу шукав порятунку в Новгороді, а згодом утік до Швеції.
1256 р. Андрій Ярославич повернувся на батьківщину і був прийнятий Олександром, який помирив його з ханом і дав уділ Городець і Нижній, а згодом Суздаль. По смерті Олександра (Невського) († 1263) знову добивався великого князівства, але хан Берке надав перевагу наступному брату — Ярославові.

## Діти
У Андрія та його дружини Устинії Данилівни було троє синів:
- Юрій Андрійович — князь Суздальський (1264—1279)
- Михайло Андрійович — князь Суздальський (1279—1305)
- Василь Андрійович — князь Суздальський (1305—1309).